# Best Scandal
Albums de Scandal
— Baby Action
(2010)
Singles
1. Doll
Sortie : 22 octobre 2008
2. Sakura Goodbye
Sortie : 4 mars 2009
3. Shōjo S
Sortie : 13 mars 2009
4. Yumemiru Tsubasa
Sortie : 14 octobre 2009

Best Scandal (stylisé BEST★SCANDAL) est le premier album studio du groupe japonais Scandal sorti le 21 octobre 2009.
L'album s'est classé à la 5e position dans les charts japonais, Scandal succède au groupe ZONE en atteignant le Top 5 avec un premier album.

## Singles
Le premier single de l'album est publié le 22 octobre 2008 et s'intitule Doll, la chanson se classe à la 26e position du classement de l'Oricon.
Sakura Goodbye sort le 4 mars 2009 en tant que second single et se classe à la 30e position à l'Oricon. Sakura Goodbye s'écoule à 6 995 exemplaires.
Le troisième single, Shōjo S, est publié le 13 mars 2009 et sert pour l'un des génériques de l'anime Bleach et également pour la bande originale du jeu Bleach DS 4th: Flame Bringer. Shōjo S se classe à la 6e position et est certifié disque d'or en août 2009 pour avoir vendu plus de 100 000 exemplaires.
Le quatrième single (Yumemiru Tsubasa) sort le 14 octobre 2009 et la chanson est utilisée pour le thème d'ouverture de l'émission Ongaku Senshi Music Fighter. Yumemiru Tsubasa atteint la 12e place dans les charts de l'Oricon et s'écoule à 5 850 exemplaires.

## Liste des titres
| No  | Titre                  | Paroles                             | Musique           | Arrangement(s)                 | Durée |
| --- | ---------------------- | ----------------------------------- | ----------------- | ------------------------------ | ----- |
| 1.  | SCANDAL BABY           | Yuichi Tajika, Tomomi Ogawa         | Yuichi Tajika     | Yuichi Tajika, Keita Kawaguchi | 5:04  |
| 2.  | Shōjo S                | Tomomi Ogawa                        | Yuichi Tajika     | Ken Ijima                      | 3:12  |
| 3.  | DOLL                   | Tomomi Ogawa                        | Satoshi Tokita    | Susumu Nishikawa, Scandal      | 3:24  |
| 4.  | Koi Moyou              | Haruna Ono                          | MASTERWORKS       | MASTERWORKS                    | 3:46  |
| 5.  | Yumemiru Tsubasa       | Scandal, Aiji Hayama, Sachio Kubota | Sachio Kubota     | Katz Hoshi                     | 3:46  |
| 6.  | Anata ga Mawaru        | Tomomi Ogawa, Noriyasu Isshiki      | Noriyasu Isshiki  | AxSxE                          | 4:20  |
| 7.  | Space Ranger           | Tomomi Ogawa, Haruna Ono            | Ryosuke Shimohata | Ryosuke Shimohata, MASTERWORKS | 3:48  |
| 8.  | Ring! Ring! Ring!      | Mami Sasazaki, Yuichi Tajika        | Yuichi Tajika     | Yuichi Tajika, Keita Kawaguchi | 3:46  |
| 9.  | Maboroshi Night        | Scandal, Ken Ijima                  | Ken Ijima         | Ken Ijima                      | 3:50  |
| 10. | Kimi to Yoru to Namida | Rina Suzuki, Yuichi Tajika          | Yuichi Tajika     | Akira Eguchi                   | 4:23  |
| 11. | Hitotsu Dake           | Haruna Ono                          | Koichi Tsutaya    | Tomohiro Okubo                 | 3:21  |
| 12. | SAKURA Goodbye         | Tomomi Ogawa, MASTERWORKS           | MASTERWORKS       | Kotaro Kubota                  | 3:57  |
| 13. | Kagerou [Album Mix]    | Tomomi Ogawa, MASTERWORKS           | Jin Nakamura      | Jin Nakamura                   | 4:57  |

## Composition du groupe
- Haruna Ono - guitare, chants (principal)
- Tomomi Ogawa - basse, chants (2e voix)
- Mami Sasazaki - guitare solo, chants (3e voix)
- Rina Suzuki - batterie, chants (4e voix)